# Nampty
Nampty è un comune francese di 238 abitanti situato nel dipartimento della Somme nella regione dell'Alta Francia.
Il territorio comunale è bagnato dal fiume Selle, affluente della Somme.

## Società

### Evoluzione demografica
Abitanti censiti